# Hajime Hosogai
Hajime Hosogai (Maebashi, Prefectura de Gunma, Japó, 10 de juny de 1986) és un futbolista japonès.

## Selecció japonesa
Hajime Hosogai va disputar 18 partits amb la selecció japonesa.